# Myrmecozela carabachica
Myrmecozela carabachica är en fjärilsart som beskrevs av Aleksei Konstantinovich Zagulajev 1968. Myrmecozela carabachica ingår i släktet Myrmecozela och familjen äkta malar.
Artens utbredningsområde är Azerbajdzjan. Inga underarter finns listade i Catalogue of Life.